# Rosse tinamoe
De rosse tinamoe (Crypturellus brevirostris) is een vogel uit de familie tinamoes (Tinamidae). De wetenschappelijke naam van de soort is voor het eerst geldig gepubliceerd in 1863 door Pelzeln.

## Beschrijving
De rosse tinamoe kan 27 tot 29 cm groot worden. De rug is bruin met zwarte markeringen, de keel en buik wit en de vleugels zijn zwart gestreept. De kruin is kastanjebruin, de poten geel of grijs.

## Voedsel
De rosse tinamoe eet vooral vruchten van de grond of lage struiken, maar ook bloemen, bladeren, zaden, wortels en ongewervelden.

## Voortplanting
Het mannetje paart met ongeveer vier vrouwtjes, die de eieren in een nest in dicht struikgewas leggen. Het mannetje broedt de eieren uit en voedt de jongen op. Na 2-3 weken verlaten de jongen hun vader.

## Voorkomen
De soort komt voor in het noordwesten en westen van het Amazoneregenwoud. In 2010 is de vogel op twee plekken in het Kwamalasamoetoe-gebied van het zuidwesten van Suriname waargenomen. Tot dan was het voorkomen in Suriname niet zeker.

## Beschermingsstatus
Op de Rode Lijst van de IUCN heeft de soort de status niet bedreigd.